# Попов, Михаил Романович
Михаи́л Рома́нович Попо́в (1925—1947) — советский военнослужащий. Участник Великой Отечественной войны. Герой Советского Союза (1944). Гвардии старшина.

## Биография
Михаил Романович Попов родился 2 декабря 1925 года в деревне Крепость Кондурча Бугурусланского уезда Самарской губернии РСФСР СССР (ныне деревня Шенталинского района Самарской области Российской Федерации) в семье рабочего. Русский. Образование семь классов. До призыва на военную службу работал столяром.
В ряды Рабоче-крестьянской Красной Армии М. Р. Попов был призван в феврале 1943 года. Прошёл военную подготовку в Орджоникидзевском военном училище. Летом 1943 года согласно директиве Генерального штаба Красной Армии от 6 июня 1943 года № Орг/2/135008 началось формирование воздушно-десантных бригад. Курсант М. Р. Попов был направлен в 13-ю гвардейскую воздушно-десантную бригаду, которая дислоцировалась в городе Щёлково Московской области. Здесь Михаил Романович прошёл наземную и парашютную подготовку воина-десантника, освоил методы ведения разведывательно-диверсионной работы в тылу врага, участвовал в нескольких учебных воздушных десантах. В январе 1944 года 13-я гвардейская воздушно-десантная бригада, завершив боевую подготовку личного состава, вошла в состав 14-й гвардейской воздушно-десантной дивизии резерва Ставки Верховного Главнокомандования. Однако уже 25 января 1944 года по приказу НКО № 003 из состава 6-й, 13-й и 16-й гвардейских воздушно-десантных бригад, выведенных из состава воздушно-десантных войск, началось формирование 99-й гвардейской стрелковой дивизии, которая была включена в состав 37-го гвардейского стрелкового корпуса. Бригада, в которой служил гвардии красноармеец М. Р. Попов, была переформирована в 300-й гвардейский стрелковый полк. Вновь началась боевая учёба, продолжавшаяся до мая 1944 года.
11 июня 1944 года 99-я гвардейская стрелковая дивизия прибыла на Карельский фронт и была включена в состав 7-й армии. В боях с немецко-фашистскими войсками и их финскими союзниками гвардии красноармеец М. Р. Попов с 21 июня 1944 года. Участник Свирско-Петрозаводской наступательной операции. Особо отличился при форсировании реки Свирь у города Лодейное Поле. Противник по правому берегу Свири выстроил мощную систему обороны, насыщенную ДОТами и ДЗОТами. Командование 7-й армии справедливо полагало, что не все огневые точки противника будут уничтожены во время артиллерийской подготовки. Во избежание лишних потерь и с целью выявления скрытых огневых средств врага было принято решение об имитации форсирования водного рубежа. Для этого заранее были подготовлены лодки и плоты с привязанными к ним чучелами. Осуществить ложную переправу должны были 16 воинов-гвардейцев из 300-го и 296-го гвардейских стрелковых полков 99-й гвардейской стрелковой дивизии, в числе которых оказался и гвардии красноармеец М. Р. Попов.
21 июня 1944 года в одиннадцать часов дня после бомбового удара авиации и артиллерийской подготовки десантники, обвязанные поплавками, начали переправу через Свирь. Часть бойцов группы форсировали реку на лодках, расположившись среди одетых в военную форму чучел в качестве гребцов. Другие, находясь в воде, толкали перед собой плоты с макетами. Введённый в заблуждение противник открыл по месту переправы яростный огонь их всех оставшихся у него огневых средств. Тихоходные и плохо управляемые плоты стали лёгкой мишенью для финской артиллерии. Многие из них были уничтожены, не пройдя и половины пути. Плот гвардии красноармейца Попова был разбит в самом начале, но Михаил Романович преодолел реку вплавь, сохранив оружие и боекомплект. А в это время выявленные с помощью группы добровольцев огневые точки противника быстро подавлялись огнём дивизионной артиллерии. Собравшись на противоположном берегу реки в полном составе, группа броском достигла финских позиций и огнём их автоматов и гранатами выбила вражеских солдат из прибрежной траншеи. В ходе боя гвардии красноармеец Попов уничтожил две финские огневые точки. Захватив и удержав небольшой плацдарм, десантники обеспечили переправу на правый берег Свири основных сил дивизии. Указом Президиума Верховного Совета СССР от 21 июля 1944 года гвардии красноармейцу Попову Михаилу Романовичу в числе других отличившихся при форсировании Свири воинов было присвоено звание Героя Советского Союза.
В ходе Свирско-Петрозаводской операции гвардии красноармеец М. Р. Попов прошёл с боями около 240 километров, участвовал в освобождении Олонецкого, Пряжинского, Суоярвского и Питкярантского районов Карелии, штурме важного узла железных дорог станции Лоймола.
В начале августа 1944 года 37-й гвардейский стрелковый корпус был выведен с фронта и возвращён в резерв Ставки ВГК. В январе 1945 года он был переброшен в Венгрию, где до марта 1945 года находился в резерве 2-го Украинского фронта в составе 9-й гвардейской армии.
С 15 марта и до конца войны на 2-м и 3-м Украинских фронтах Михаил Романович участвовал в Балатонской, Венской и Пражской наступательных операциях, освобождении городов Сомбатхей, Винер-Нойштадт, Зноймо и Ческе-Будеёвице. Боевой путь он завершил в Чехословакии у города Нетолице. После окончания Великой Отечественной войны старшина М. Р. Попов остался в армии.
Служил в авиационной части Московского военного округа. 26 июля 1947 года Михаил Романович трагически погиб при исполнении служебных обязанностей. Был похоронен в Москве на Ваганьковском кладбище, но его могила не сохранилась. В 2015 году на участке № 21 был установлен памятник-кенотаф, на котором увековечено имя Михаила Попова и ещё трёх Героев Советского Союза, А. В. Вихарева, П. П. Кагыкина, Я. М. Лунина, могилы которых также утеряны. 27 июня 2018 года решением Совета депутатов Лодейнопольского городского поселения № 201 М. Р. Попову было присвоено звание Почётного гражданина города Лодейное поле.

## Награды
- Медаль «Золотая Звезда» (21.07.1944);
- орден Ленина (21.07.1944);
- медали.

## Память
- Именем Героя названа улица в селе Шентала.
- Именем Героя названы улица и переулок в городе Петрозаводске.
- 27 мая 2013 года в Петрозаводске установлена мемориальная доска в честь Героя Советского Союза Михаила Попова на одноимённой улице[5].

## Документы
- Общедоступный электронный банк документов «Подвиг Народа в Великой Отечественной войне 1941—1945 гг.» Дата обращения: 29 ноября 2012. Архивировано из оригинала 13 марта 2012 года.

Представление к званию Героя Советского Союза и указ ПВС СССР о присвоении звания. Дата обращения: 29 ноября 2012. Архивировано 24 января 2013 года.
- Обобщенный банк данных «Мемориал». Дата обращения: 29 ноября 2012. Архивировано из оригинала 10 мая 2012 года.

ЦАМО, ф. 58, оп. 977534, д. 1. Дата обращения: 29 ноября 2012. Архивировано 24 января 2013 года.